# Kamen Brjag

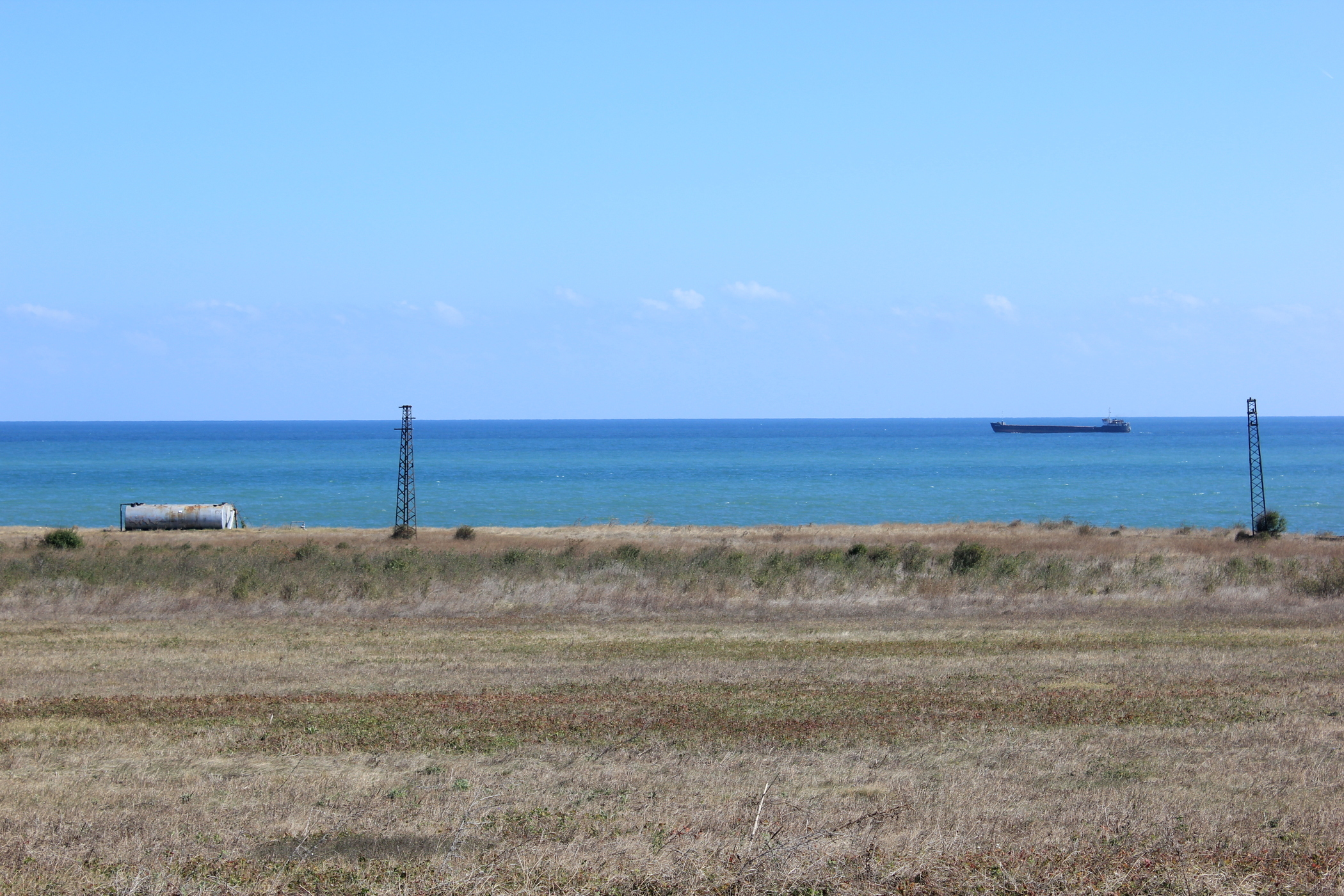
Schwarzmeerküste nördlich von Kamen Brjag

Kamen Brjag [ˈkamɛn ˈbrjak] (bulg. Камен бряг, zu deutsch Steinufer) ist ein kleines Dorf an der bulgarischen Schwarzmeerküste, ca. 12 km nördlich vom Kap Kaliakra, dem nördlichen Zipfel der bulgarischen Schwarzmeerküste und dem am weitesten östlich gelegenen Teil Bulgariens, sowie 100 km nördlich von Warna.

## Lage
Der Ort liegt in der Oblast Dobritsch in der Gemeinde Kawarna, 18 km östlich von Kawarna.
Kamen Brjag liegt an einer Steilküste. Er ist der am weitesten östlich gelegene Badeort an der bulgarischen Schwarzmeerküste und hat eine wild-romantische Felsenküste und überhaupt keine Sandstrände.
Es gibt eine kleine Kirche gleich am Ortseingang, zwei Restaurants und zwei Lebensmittelgeschäfte. Vom Ortskern bis zur Küste sind es ca. 600–800 m Fußweg über eine (im Frühjahr rot und gelb blühende) Fels- und Geflechts-Landschaft. Etwas weiter nördlich (ca. 15 km bis fast zur rumänischen Grenze) gibt es auch Sandstrände.

## Geschichte
Der mittelalterliche Name Kamenik (Каменник) ist nicht sicher belegt. Unter der türkischen Fremdherrschaft hieß das Dorf Kaja Bey Koj (Кая бей кьой, wörtlich: Steindorf des Beys). Während der Herrschaft der Rumänen (von 1913 bis 1940 gehörte die ganze Gegend zu Rumänien, siehe dazu Geschichte der Dobrudscha) hieß es Stanka (Стънка).
Einige der Dorfbewohner sind Umsiedler aus dem Balkangebirge, andere Umsiedler aus Rumänien während der politischen Wirren der 40er Jahre (siehe:  Geschichte der Dobrudscha).
Das benachbarte Dorf Balgarewo (Българево) war ein Gagausen-Dorf (türkischsprachige, griechisch-orthodoxe Bevölkerung).

## Sehenswürdigkeiten
Drei Kilometer südlich des Dorfes liegt das Natur- und Geschichtsreservat (archäologische Ausgrabungsstätte) Jailata (Яйлата) mit 4000 Jahre alten thrakischen Gräbern, einen Altar, auf dem Tiere geopfert wurden und Steinhäusern. Am Eingang zur Ausgrabungsstätte wurde ein thrakischer Sonnen-Altar entdeckt. Weiter nördlich liegen die Reste einer Festung aus der frühbyzantinischen Zeit (5. Jhd.). Das schwer zugängliche Gebiet beheimatet seltene Pflanzen und vom Wasser aus sind viele Felsenhöhlen zu erreichen.
An den Steilufern südlich und nördlich des Dorfes gibt es eine Reihe von Megalithen-Denkmälern.
Nordwestlich des Dorfes gibt es einen großen Grabhügel mit Skythen-Gräbern.
Kap Kaliakra liegt 5 km südlich des Dorfes. Daneben liegt in einem Eichenwald, im Naturschutzgebiet Taukliman (entlang der Via pontica), das Feriendorf Russalka („Meerjungfrau“). Zu kommunistischen Zeiten war der französische Urlaubsklub (Club Méditerranée) eine All-inclusive-Anlage, die nur für die Bewohner des Urlaubsclubs zugänglich war.
Heute ist die Ferienanlage auch für Besucher geöffnet.
10 km weiter nördlich liegen die fischreichen Seen Durankulak und Schabla (Durankulaksk esero, 45 ha groß, etwas außerhalb des Dorfes Duranlak gelegen), 6 km von der bulgarisch-rumänischen Grenze, dem Hauptüberwinterungsgebiet der Rothalsgans.